# Turneria
Turneria is een geslacht van mieren uit de onderfamilie van de Dolichoderinae.

## Soorten
- T. arbusta Shattuck, 1990
- T. bidentata Forel, 1895
- T. collina Shattuck, 1990
- T. dahlii Forel, 1901
- T. frenchi Forel, 1911
- T. pacifica Mann, 1919
- T. postomma Shattuck, 1990
- T. rosschinga Shattuck, 2011